# Le Blanc-Mesnil
Pour les articles homonymes, voir Blancmesnil et Le Blanc.
Le Blanc-Mesnil, est une commune française située dans le département de la Seine-Saint-Denis en région Île-de-France, au sein de la Métropole du Grand Paris. 

## Nom
Le nom Le Blanc-Mesnil a été enregistré pour la première fois au XIe siècle comme « Mansionile Blaun ». Ce nom est dérivé du latin médiéval mansionile signifiant « petite maison » et du vieux-francique blanch signifiant « brillant/blanc » (qui a donné blanc en français et blank en anglais).
Le nom est interprété par certains comme une référence aux maisons du Blanc-Mesnil qui étaient blanchies à cause de la poussière de farine provenant des moulins à vent qui s'y trouvaient dans l'Antiquité. Considérant que « blanc » avait aussi le sens de « libre » en ancien français, le nom signifierait « mesnil libre » ou « village libre » selon un chercheur, peut-être parce que les villageois avaient été libérés du servage. On est cependant certain d'aucune interprétation.

## Géographie

### Localisation
Située dans la partie méridionale de la plaine de France aujourd'hui largement urbanisée, la ville du Blanc-Mesnil, sans relief particulier, est traversée au nord par la Morée, cours d'eau canalisé et délimité au sud par la Molette, physiquement plus présente en surface.
La partie septentrionale de la ville est placée sur un ample bombement de la plaine de France. Il est ceinturé par trois dépressions :
- au nord, la vallée de la Morée, dont l'altitude varie de 41 à 43 mètres ;
- à l'est, à la confluence de la Morée et du Sausset (47 mètres) ;
- au sud, par la vallée de la Molette.

La commune fait partie du pays d'Aulnoye délimité au nord par le pays de France, au nord-est par la Goële et à l'est par la Brie meldoise dont font aussi partie Drancy, Bobigny, Bondy, Les Pavillons-sous-Bois, Aulnay-sous-Bois, Le Raincy, Livry-Gargan, Clichy-sous-Bois, Montfermeil, Gagny et Coubron.

### Communes limitrophes
La commune se situe à mi-chemin entre le stade de France et l'aéroport Roissy-Charles-de-Gaulle, à 7 kilomètres de Paris et à 15 minutes de la gare de Paris-Nord par le RER.

### Climat
Pour des articles plus généraux, voir Climat de l'Île-de-France et Climat de la Seine-Saint-Denis.
En 2010, le climat de la commune est de type climat océanique dégradé des plaines du Centre et du Nord, selon une étude du CNRS s'appuyant sur une série de données couvrant la période 1971-2000. En 2020, Météo-France publie une typologie des climats de la France métropolitaine dans laquelle la commune est exposée à un climat océanique altéré et est dans la région climatique Sud-ouest du bassin Parisien, caractérisée par une faible pluviométrie, notamment au printemps (120 à 150 mm) et un hiver froid (3,5 °C).
Pour la période 1971-2000, la température annuelle moyenne est de 12,2 °C, avec une amplitude thermique annuelle de 15,3 °C. Le cumul annuel moyen de précipitations est de 645 mm, avec 10 jours de précipitations en janvier et 7,5 jours en juillet. Pour la période 1991-2020, la température moyenne annuelle observée par la station météorologique la plus proche, située à Bonneuil-en-France, à 4 km à vol d'oiseau, est de 12,1 °C et le cumul annuel moyen de précipitations est de 616,3 mm,. Pour l'avenir, les paramètres climatiques de la commune estimés pour 2050 selon différents scénarios d'émission de gaz à effet de serre sont consultables sur un site dédié publié par Météo-France en novembre 2022.
| Mois                                  | jan.             | fév.             | mars            | avril           | mai             | juin           | jui.           | août           | sep.           | oct.            | nov.            | déc.             | année      |
| ------------------------------------- | ---------------- | ---------------- | --------------- | --------------- | --------------- | -------------- | -------------- | -------------- | -------------- | --------------- | --------------- | ---------------- | ---------- |
| Température minimale moyenne (°C)     | 2,3              | 2,1              | 4,2             | 6,3             | 9,8             | 13             | 14,9           | 14,6           | 11,5           | 8,8             | 5,2             | 2,8              | 8          |
| Température moyenne (°C)              | 4,9              | 5,4              | 8,4             | 11,2            | 14,7            | 18             | 20,2           | 20             | 16,5           | 12,7            | 8,1             | 5,4              | 12,1       |
| Température maximale moyenne (°C)     | 7,5              | 8,7              | 12,6            | 16,1            | 19,6            | 23             | 25,5           | 25,4           | 21,5           | 16,5            | 11,1            | 7,9              | 16,3       |
| Record de froid (°C) date du record   | −18,2 17.01.1985 | −16,8 14.02.1956 | −9,6 07.03.1971 | −3,7 01.04.1931 | −1,6 06.05.1957 | 0,9 13.06.1935 | 3,5 09.07.1929 | 1,9 01.08.1923 | 0,1 24.09.1931 | −5,6 30.10.1985 | −9,5 28.11.1921 | −15,1 16.12.1925 | −18,2 1985 |
| Record de chaleur (°C) date du record | 16,1 27.01.03    | 20,8 28.02.1960  | 25,5 31.03.21   | 31,9 18.04.1949 | 35 24.05.1922   | 36,9 27.06.11  | 42,1 25.07.19  | 40,2 12.08.03  | 35,3 09.09.23  | 29,4 04.10.1921 | 21,3 08.11.15   | 17,2 16.12.1989  | 42,1 2019  |
| Ensoleillement (h)                    | 574              | 737              | 1 293           | 171             | 1 894           | 203            | 2 132          | 2 064          | 1 616          | 1 113           | 637             | 543              | 16 342     |
| Précipitations (mm)                   | 46,8             | 41,1             | 43,9            | 43,1            | 60,5            | 53,8           | 56,3           | 52,5           | 44,6           | 56,7            | 53,6            | 63,4             | 616,3      |

### Voies de communication et transports
La ville est accessible par l'autoroute A1 à l'ouest et l'autoroute A3 à l'est. Elle est reliée à la province par la RD 317 en direction du nord et de la RD 932 (ex-RN 2) vers Soissons et Laon. La route départementale 115, ou la route des Petits-Ponts, traverse le sud de la ville. D'un côté, elle mène à la porte de Pantin et de l'autre, à Mitry-Mory en Seine-et-Marne.
Pour le trafic ferroviaire, elle est desservie par la gare du Blanc-Mesnil sur la ligne du RER B, ainsi que par la gare de Drancy.
Le Blanc-Mesnil est desservie par 17 lignes d'autobus par la RATP.

#### Projets
En 2024, une gare est prévue dans la ville. La ville sera desservie la même année par la gare du Bourget-Aéroport,.

## Urbanisme

### Typologie
Au 1er janvier 2024, Le Blanc-Mesnil est catégorisée grand centre urbain, selon la nouvelle grille communale de densité à sept niveaux définie par l'Insee en 2022.
Elle appartient à l'unité urbaine de Paris, une agglomération inter-départementale regroupant 407  communes, dont elle est une commune de la banlieue,,. Par ailleurs la commune fait partie de l'aire d'attraction de Paris, dont elle est une commune du pôle principal,. Cette aire regroupe 1 929 communes,.

### Morphologie urbaine
La cité Pierre-Semard, construite de 1985 à 1992 par l'architecte Iwona Buczkowska, est le plus grand ensemble de logements collectifs de bois en France.

### Logement
Le nombre des logements au Blanc-Mesnil est de 19 774 en 2016.
|                        | Le Blanc-Mesnil | Moyenne des villes |
| ---------------------- | --------------- | ------------------ |
| Nombre de logements    | 19 774          | 836                |
| Habitants par logement | 2,8             | 2,4                |

La plupart des habitants du Blanc-Mesnil vivent en appartement plutôt qu'en maison.
| Type de logements | Nombre |
| ----------------- | ------ |
| Maisons           | 7 873  |
| Appartements      | 10 883 |

### Projets d'aménagements
Les nouveaux projets urbanistiques de la commune s'inspirent de l'architecture néo-classique et haussmannienne, selon la ligne défendue par la commune dans son cahier de recommandations architecturales.
La ville prévoit de réaliser 466 logements dans le secteur de l'Abbé Niort, de renouveler le grand ensemble du quartier des tilleuls afin d'améliorer le cadre de vie et d'introduire la mixité urbaine en construisant plus de 2 500 logements.
La création d'un nouveau quartier est en projet autour de la future ligne 16 du Grand Paris. Une nouvelle gare sera créée afin d'améliorer les conditions de mobilité du nord-est parisien et ouvrira en 2024.
Le quartier de la Molette va être transformé afin d'accueillir 1 100 logements, un espace vert, des espaces d'eaux et des lieux de loisirs.
Le quartier Gare Sémard va être réhabilité en intégrant 1 pôle commercial et 245 logements.

## Toponymie
Voir Mesnil.

## Histoire

### Préhistoire et Antiquité
La découverte en 1984 dans le cadre de fouilles archéologiques de trois haches polies et de silex retouchés atteste une présence humaine sur le site du Blanc-Mesnil à l'époque néolithique et gallo-romaine. Des tessons de céramique gauloise y ont été découverts.
La Morée et la Molette et la proximité d’une ancienne voie romaine confortent cette hypothèse.

### Moyen Âge
Le nom de Blanc-Mesnil est cité pour la première fois en 1060 au début du règne de Philippe Ier lorsque ce dernier dote l'abbaye Saint-Vincent de Senlis, fondée par sa mère Anne de Kiev pour le repos du roi Henri Ier, des terres du Blanc-Mesnil, sans doute une propriété agricole avec terres et dépendances. Le village compte 3 moulins et 110 habitants,.

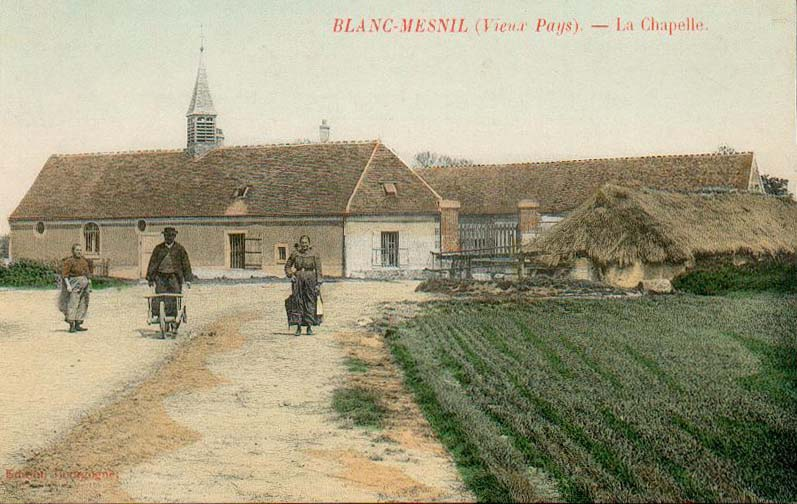
L'ancienne chapelle Notre-Dame vers 1900.

Dès 1353 sous le roi Jean II, bienfaiteur, la chapelle Notre-Dame-de-l'Annonciation (reconstruite en 1912 pour devenir Notre-Dame de Blancmesnil) devient un lieu de pèlerinage de la confrérie des orfèvres de Paris qui s'y rend jusqu'en 1678, située à deux grandes lieues de la capitale et célèbre à cent lieues à la ronde. Un clocheteur de la confrérie se promène dans les rues avec sa clochette d'argent pour avertir le peuple parisien. Elle dépend alors de la paroisse de Dugny et du diocèse de Paris. Les pèlerinages ont lieu à l'Annonciation, à l'Assomption et à la Conception. La légende veut que Jeanne d’Arc soit venue prier dans la chapelle et se reposer sous l'un de ses arbres de la ferme Notre-Dame, appelé des siècles durant, « l'arbre de Jeanne d'Arc ». La chapelle est mentionnée dans le compte des menus plaisirs d'Isabeau de Bavière, reine de France. La chapelle est détruite en 1823.
Au début du XIVe siècle, le hameau se situe à l'endroit que l'on nomme encore aujourd'hui le Vieux pays (rue Édouard Renault et alentours). Il possède un manoir seigneurial, quelques chaumières, la chapelle Notre-Dame et un moulin à eau. Le territoire est « en labourages et en prairies ». À l'époque, le hameau est chef-lieu paroissial.

### Époque moderne
Au XVe siècle, Simon Potier, prévôt des marchands, prend le contrôle de la seigneurie, dans laquelle il fait bâtir un château. La famille Potier de Blancmesnil y règne jusqu'à la cession du fief en 1672 à René de Marillac, maître des requêtes au Conseil d’État, puis à Charles Armand René de La Trémoille.
Le jeudi 27 juin 1624, Jean Héroard évoque le jeune Louis XIII dans le château qui « dépouille son pourpoint, se met sur son lit à midi et s'éveille à quatre heures ». Il joue « à la longue paume deux heures, puis soupe et se couche à dix heures ». Le lendemain matin, il « monte à cheval à onze heures, part du Blanc-Mesnil, arrive à Paris à une heure ».
Guillaume de Lamoignon de Blancmesnil, président du Parlement de Paris, reprend la charge.

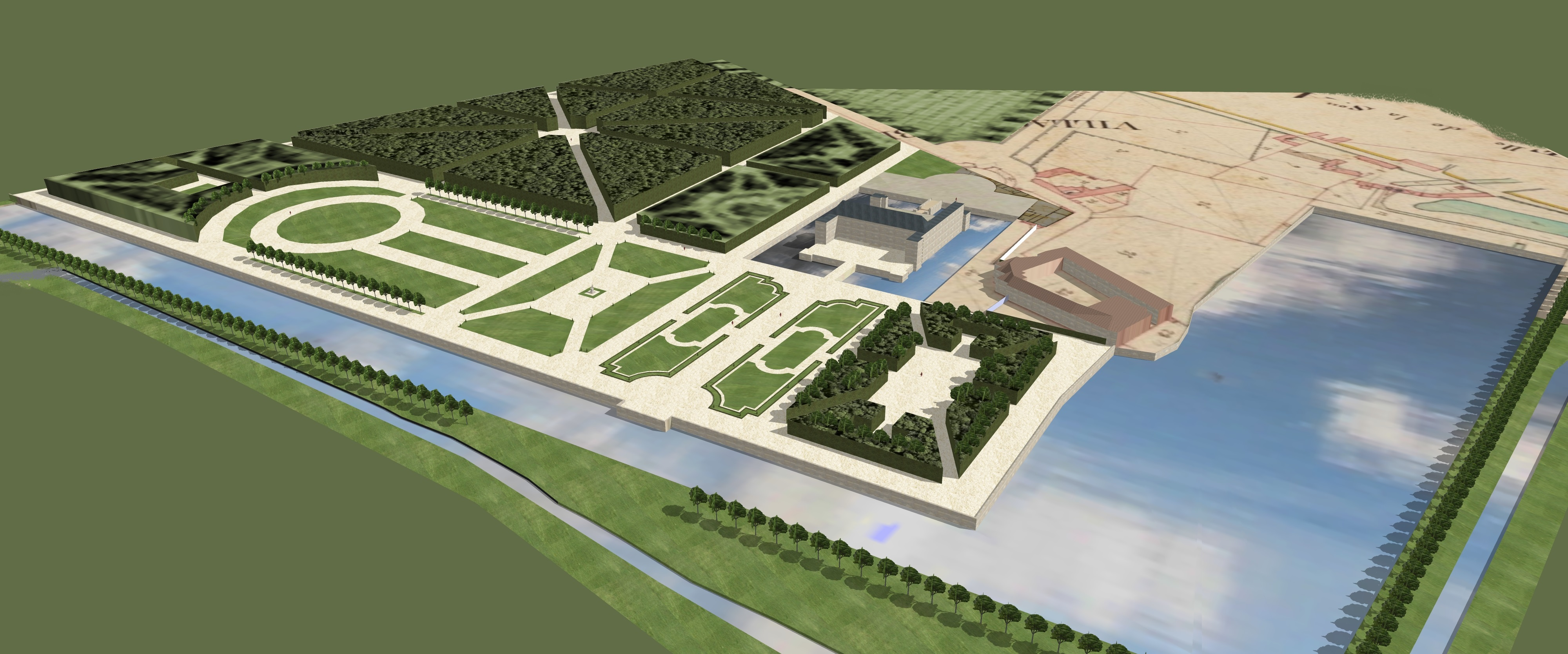
Schéma du château du Blanc Mesnil au XVIIIe siècle
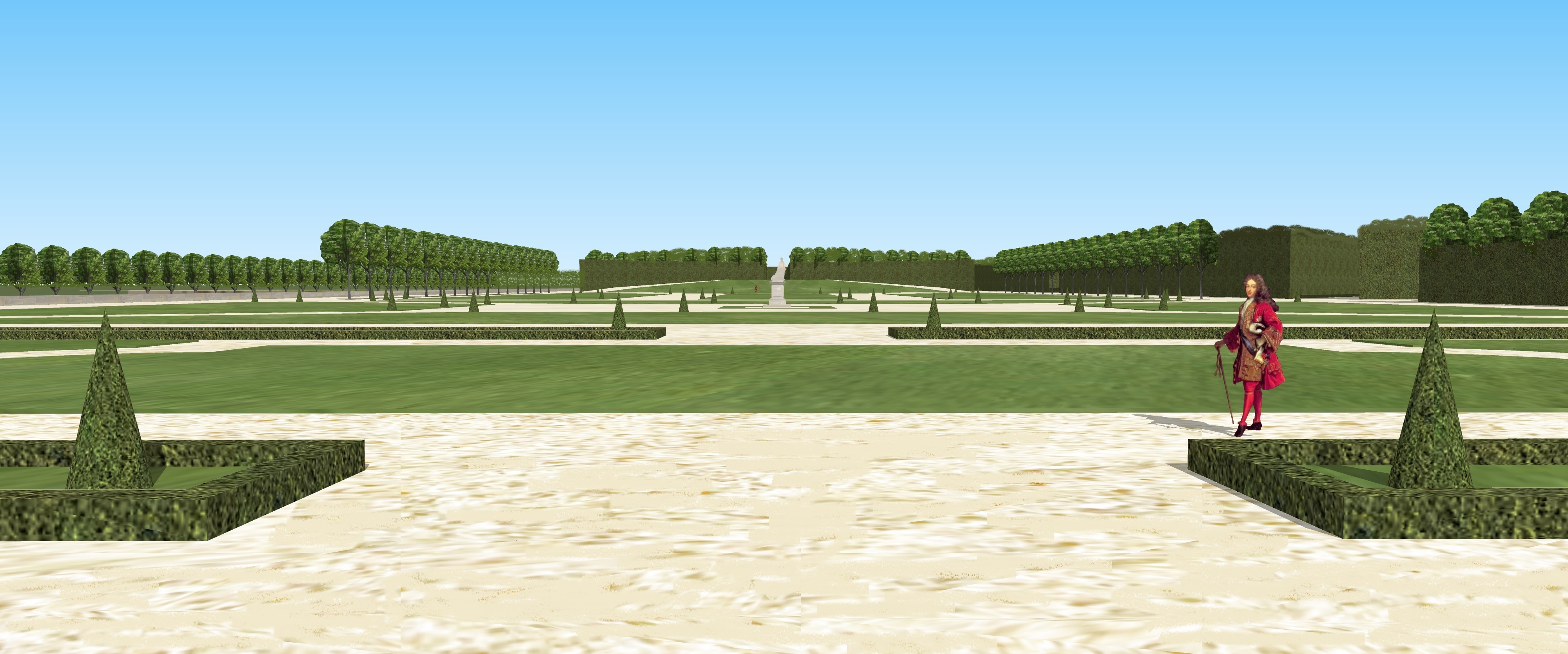
Vue du jardin du château du Blanc Mesnil, depuis le milieu du parterre, vers 1720.
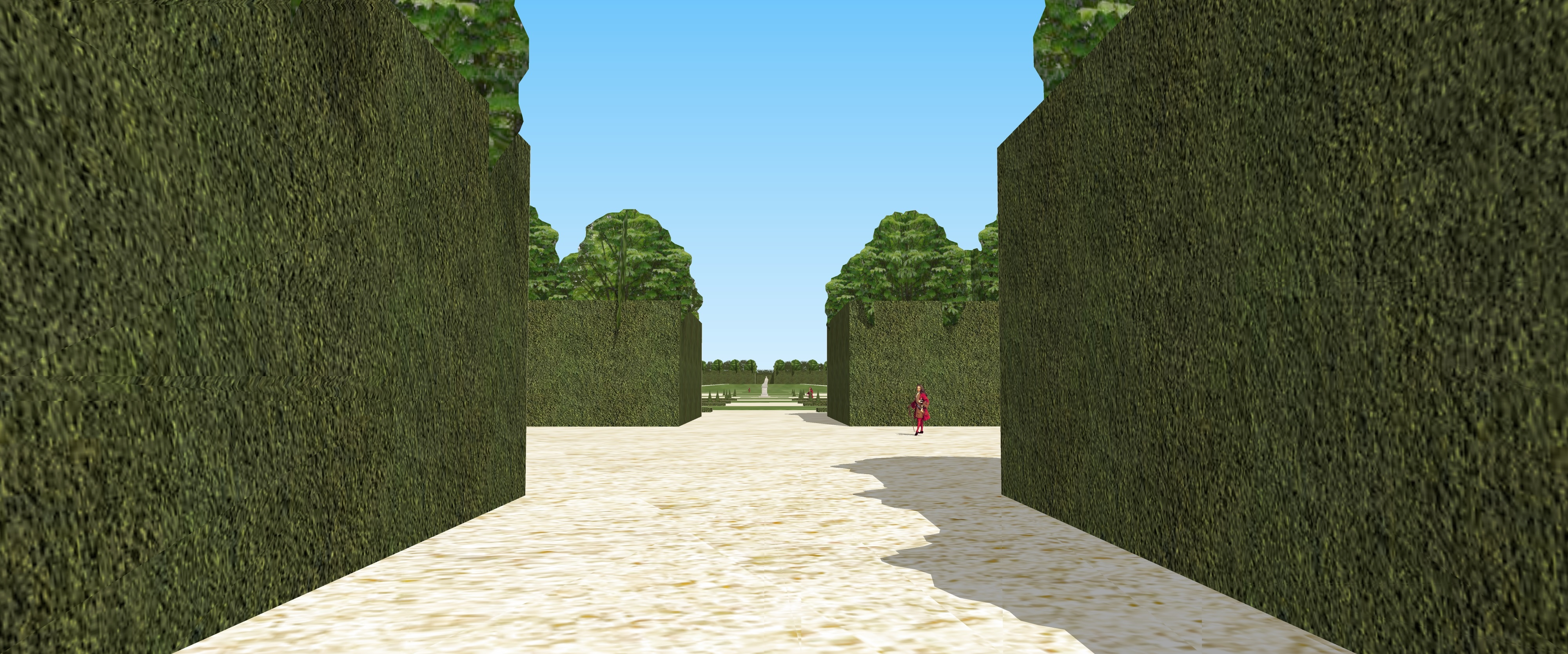
Vue du jardin du Blanc Mesnil, depuis le bosquet à gauche du château, vers 1720.
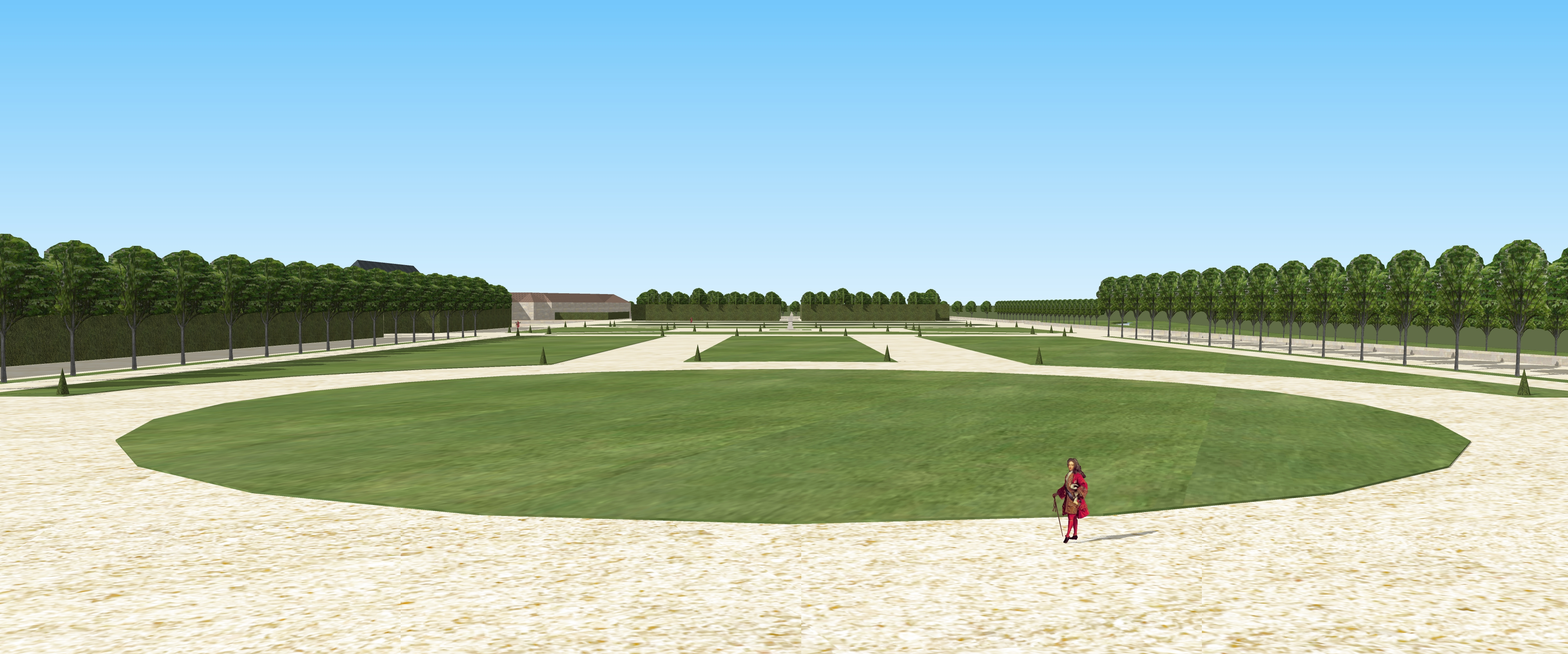
Vue du jardin du château du Blanc Mesnil, depuis le vertugadin, vers 1720.

À la veille de la Révolution française, le hameau du Blanc-Mesnil comporte trois fermes, un moulin à eau, un débit de boissons, les enseignes d'un maréchal-ferrant et d'un charron. Il possède également les domaines du Coudray et de Groslay.
Le château de Blanc-Mesnil construit par Guillaume de Lamoignon, est attesté en 1680.
À la Révolution, il est abandonné par le comte Pierre Louis Charles Delley, et détruit vers 1800. Les pilastres de l’entrée sont remontés à l’accès du parc Jacques-Duclos.

### Époque contemporaine

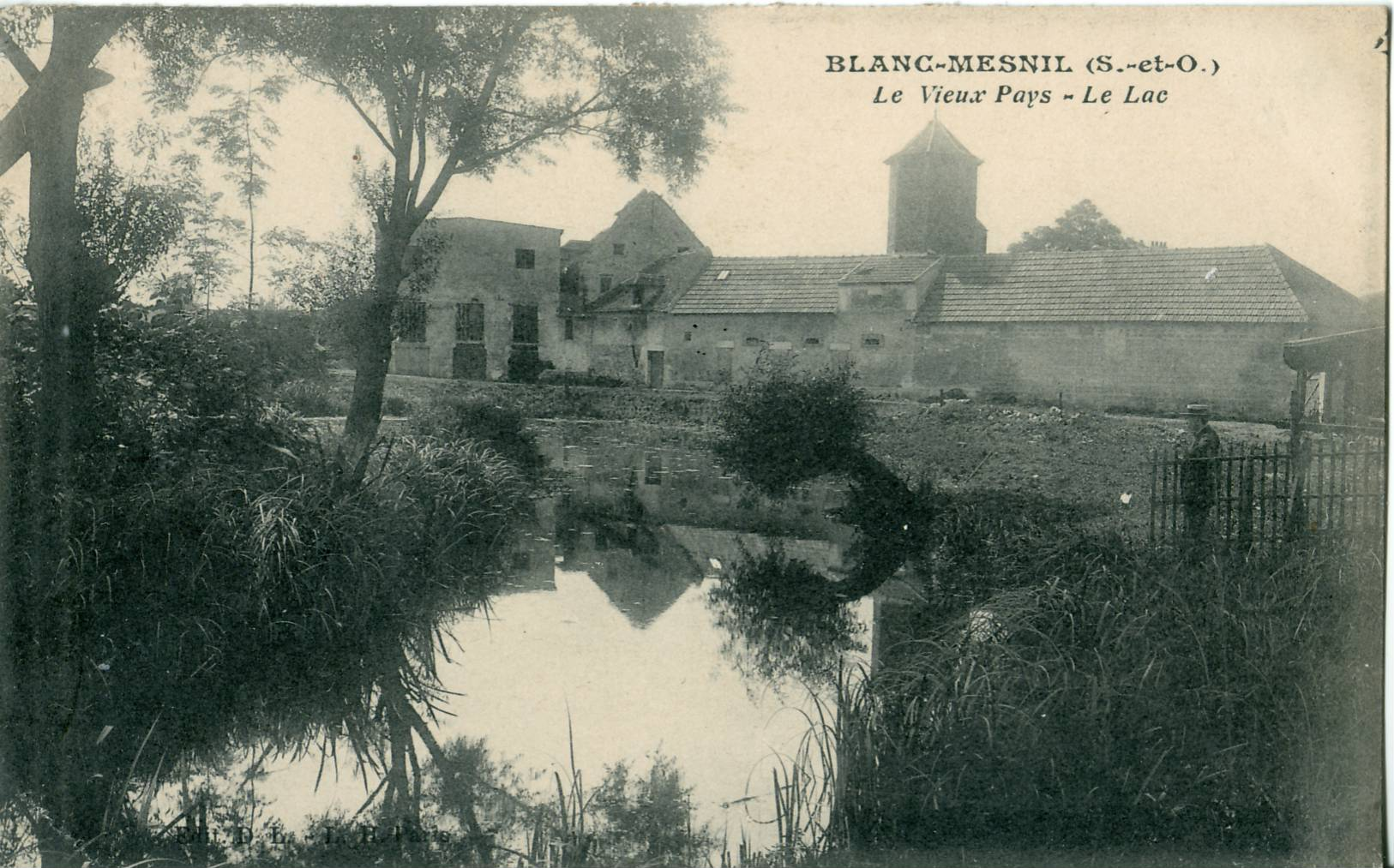
Le Vieux Pays au début du XXe siècle.

En 1858, la ligne de chemin de fer reliant Paris à Soissons est construite. La même année, la zone industrielle de la Molette voit le jour. La population et les logements s'accroissent à partir de 1880 jusqu'à 1928. Puis les deux guerres mondiales détruisent en grande partie la ville qui prend un nouvel essor entre 1957 et 1974, période lors de laquelle la ville s'agrandit, ouvre des établissements scolaires tandis que les grands ensembles font leur apparition. À partir de 1973, la Seine-Saint-Denis dans son ensemble est touchée par une crise économique et une désindustrialisation.

## Politique et administration

### Rattachements administratifs et électoraux
Antérieurement à la loi du 10 juillet 1964, la commune faisait partie du département de Seine-et-Oise. La réorganisation de la région parisienne en 1964 fit que la commune appartient désormais au département de la Seine-Saint-Denis et à son arrondissement du Raincy, après un transfert administratif effectif au 1er janvier 1968.
Pour l'élection des députés, la commune fait partie depuis 1988 de la quatrième circonscription de la Seine-Saint-Denis.
Elle faisait partie de 1793 à 1922 du canton de Gonesse, année où elle intègre le canton d'Aulnay-sous-Bois du département de Seine-et-Oise. Lors de la mise en place du Val-d'Oise, elle devient en 1964 le chef-lieu du canton du Blanc-Mesnil, qui ne comprend alors que la commune.
Dans le cadre du redécoupage cantonal de 2014 en France, ce canton est modifié, intégrant une partie de la commune de Drancy.

### Intercommunalité
SEAPFA
La ville fait partie du syndicat d'équipement et d'aménagement des Pays de France et de l'Aulnoye (SEAPFA). Celui-ci, à l'origine syndicat intercommunal à vocations multiples créé en 1971, est devenu syndicat mixte à la carte en 1992. Il s'agit, là, d'une longue expérience de coopération intercommunale qui a favorisé la création de la communauté d'agglomération Terres de France, que la commune n'a pas alors souhaité rejoindre[réf. nécessaire].
Métropole du Grand Paris et EPT Terres d'Envol
Dans le cadre de la mise en œuvre de la volonté gouvernementale de favoriser le développement du centre de l'agglomération parisienne comme pôle mondial est créée, le 1er janvier 2016, la métropole du Grand Paris (MGP), à laquelle la commune a été intégrée.
La loi portant nouvelle organisation territoriale de la République du 7 août 2015 (Loi NOTRe) prévoit également la création le 1er janvier 2016 d'établissements publics territoriaux (EPT), qui regroupent l'ensemble des communes de la métropole à l'exception de Paris, et assurent des fonctions de proximité en matière de politique de la ville, d'équipements culturels, socioculturels, socio-éducatifs et sportifs, d'eau et assainissement, de gestion des déchets ménagers et d'action sociale, et exerçant également les compétences que les communes avaient transférées aux intercommunalités supprimées
Le Blanc-Mesnil fait donc partie depuis le 1er janvier 2016 de l'établissement public territorial Paris Terres d'Envol, créé par un décret du 11 décembre 2016 et qui regroupe les cinq communes adhérant au SEAPFA (dont les trois communes membres de Terres de France) ainsi que les trois communes qui faisaient partie de la communauté d'agglomération de l'aéroport du Bourget.

### Tendances politiques et résultats
Au second tour des élections municipales de 2014 dans la Seine-Saint-Denis, la liste UMP-UDI-MoDem menée par Thierry Meignen obtient la majorité absolue des suffrages exprimés, avec 7 011 voix (50,75 %, 34 conseillers municipaux élus).
Il devance de 209 voix la liste FG-EELV-PS menée par le maire sortant Didier Mignot, qui a obtenu 6 802 voix (49,24 %, 11 conseillers municipaux élus).

Lors de ce scrutin, 43,41 % des électeurs se sont abstenus.
Lors du premier tour des élections municipales de 2020 dans la Seine-Saint-Denis, la liste SL - LR - UDI - LREM menée par le maire sortant Thierry Meignen obtient la majorité absolue des suffrages exprimés, avec 5 248 voix (52,44 %, 35 conseillers municipaux élus dont 1 métropolitain).
Il devance largement la liste PCF - LFI - PS - GRS - G·s menée par l'ancien maire Didier Mignot, qui a obtenu 4 182 voix (41,79 %, 10 conseillers municipaux élus), ainsi que deux autres listes, qui ont obtenu moins de 5 % et n'ont donc pas d'élus.
Lors de ce scrutin, marqué par la pandémie de Covid-19 en France, 60,21 % des électeurs se sont abstenus.

### Liste des maires
| Période         | Période                         | Identité                     | Étiquette       | Qualité |
| --------------- | ------------------------------- | ---------------------------- | --------------- | --- |
| 1787            | 1790                            | Jean-Jacques Cousin          |                 | |
| 1790            | 1792                            | François-Noël Chartier       |                 | |
| 1792            | 1793                            | Christophe Bazureau          |                 | |
| 1793            | 1797                            | Joseph Mirgon                |                 | |
| 1797            | 1798                            | Carles-Victor Tetard         |                 | |
| 1798            | 1816                            | Pierre Maillet               |                 | |
| 1816            | 1821                            | Auguste-François de Gourgues |                 | Marquis |
| 1821            | 1860                            | Joseph Renault               |                 | |
| 1860            | 1892                            | Michel Renault               |                 | |
| 1892            | 1905                            | Marcel-Edouard Renault       |                 | |
| 1905            | 1908                            | Pierre-Hippolyte Jouslain    |                 | |
| 1908            | 1929                            | André Neufinck               | Rad.            | Conseiller général (1925 → 1928) |
| 1929            | 1935                            | Marcel Gerdil                | SFIO            | |
| 1935            | octobre 1939                    | Henri Duquenne               | PCF             | Ouvrier blanchisseur Conseil municipal suspendu « jusqu'à la cessation des hostilités » par le Gouvernement Daladier |
| octobre 1939    |                                 | Bernard Legrand              |                 | Nommé président de la délégation spéciale par le gouvernement Daladier |
|                 | 1941                            | M. Ratel                     |                 | Décédé en fonction |
| mai 1941        | 1943                            | Alfred Dubuissez             |                 | Agriculteur Nommé maire par le Gouvernement de Vichy |
| 1943            | 1944                            | Maurice Lambot               |                 | |
| 1944            | 1945                            | Henri Duquenne               | PCF             | Ouvrier blanchisseur |
| 1945            | 1965                            | Eugène le Moign              | PCF             | Cheminot puis ouvrier d’usine |
| 1965            | 1989                            | Robert Fregossy              | PCF             | Ouvrier Conseiller général du Blanc-Mesnil (1982 → 1994) |
| 1989            | 2008                            | Daniel Feurtet               | PCF             | Tôlier chaudronnier Conseiller général du Blanc-Mesnil (1994 → 1997), Député de la Seine-Saint-Denis (1997 → 2002) |
| 2008            | avril 2014                      | Didier Mignot                | PCF             | Technicien de laboratoire |
| avril 2014,     | septembre 2021.                 | Thierry Meignen,             | UMP puis LR-SL  | Administrateur civil au ministère de la Défense Conseiller départemental du Blanc-Mesnil (2015 → 2016) Conseiller régional (2015 → 2021) Vice-président de l'EPT Paris Terres d'Envol (2016 →) Sénateur de la Seine-Saint-Denis (2021 → ) Démissionnaire à la suite de son accession au Sénat, en application de la législation limitant le cumul des mandats en France |
| septembre 2021, | En cours (au 21 septembre 2021) | Jean-Philippe Ranquet        | UDI-FED puis LR | Ancien fonctionnaire de police à Drancy |

### Distinctions et labels
La ville a obtenu en 1999 trois fleurs au concours des villes et villages fleuris.
Pour la gestion de son patrimoine arboré, elle a été récompensée en 1997 par le Prix National de l'Arbre et en 2000 par le Prix du Fleurissement d’Automne.
La ville reçoit un prix de la catégorie « Gestion de l'ambiance et prévention et réduction des nuisances » pour son projet visant à mieux gérer les implantations des antennes relais et à améliorer l'information.
La ville a obtenu en 2006 le prix Action, innovation, accessibilité pour son initiative en faveur du handicap.
En 2019, la ville reçoit le label « ma commune a du coeur », récompensant son investissement en installant 23 défibrillateurs.

### Jumelages
Le Blanc-Mesnil est jumelé avec 5 villes :
- Peterhof (Russie) depuis 1961[68],
- Sandwell (Royaume-Uni) depuis 1985[68],
- Debre Berhan (Éthiopie) depuis 1991[68],
- Beni Douala (Algérie) depuis 2003[68],
- San Giorgio Albanese (Italie) depuis 2018[68]

Deux nouveaux jumelages sont en projets avec une ville italienne et une ville aux États-Unis.

## Population et société

### Démographie
L'évolution du nombre d'habitants est connue à travers les recensements de la population effectués dans la commune depuis 1793. Pour les communes de plus de 10 000 habitants les recensements ont lieu chaque année à la suite d'une enquête par sondage auprès d'un échantillon d'adresses représentant 8 % de leurs logements, contrairement aux autres communes qui ont un recensement réel tous les cinq ans,.

En 2022, la commune comptait 59 912 habitants, en évolution de +7,01 % par rapport à 2016 (Seine-Saint-Denis : +4,67 %, France hors Mayotte : +2,11 %).
| 1793 | 1800 | 1806 | 1821 | 1831 | 1836 | 1841 | 1846 | 1851 |
| ---- | ---- | ---- | ---- | ---- | ---- | ---- | ---- | ---- |
| 120  | 63   | 83   | 81   | 96   | 109  | 95   | 128  | 119  |

| 1856 | 1861 | 1866 | 1872 | 1876 | 1881 | 1886 | 1891 | 1896 |
| ---- | ---- | ---- | ---- | ---- | ---- | ---- | ---- | ---- |
| 109  | 105  | 138  | 128  | 156  | 166  | 170  | 165  | 170  |

| 1901 | 1906 | 1911  | 1921  | 1926   | 1931   | 1936   | 1946   | 1954   |
| ---- | ---- | ----- | ----- | ------ | ------ | ------ | ------ | ------ |
| 213  | 978  | 1 770 | 3 932 | 10 688 | 19 343 | 21 660 | 18 277 | 25 363 |

| 1962   | 1968   | 1975   | 1982   | 1990   | 1999   | 2006   | 2011   | 2016   |
| ------ | ------ | ------ | ------ | ------ | ------ | ------ | ------ | ------ |
| 35 708 | 48 487 | 49 107 | 47 037 | 46 956 | 46 936 | 51 109 | 51 916 | 55 987 |

| 2021   | 2022   | - | - | - | - | - | - | - |
| ------ | ------ | - | - | - | - | - | - | - |
| 58 257 | 59 912 | - | - | - | - | - | - | - |

### Enseignement et petite enfance
La ville compte 6 multi-accueils pour les enfants en bas âge ainsi qu'un relais petite enfance,. La ville compte également 34 écoles dont 17 écoles maternelles et 17 écoles élémentaires, 5 collèges publics et 3 lycées publics. Les établissements scolaires relèvent de l’académie de Créteil.

### Santé
Concernant la santé, la ville est équipée de 2 centres municipaux de santé contenant 30 médecins et 10 personnels paramédicaux, 2 centres hospitaliers, 1 centre médico-sportif et 4 centre de la protection maternelle et infantile.

### Culture
La ville du Blanc-Mesnil comprend de nombreux établissements culturels dont :
- Le théâtre du Blanc-Mesnil contient une salle avec une capacité de 736 places[80].
- Le conservatoire de la ville permet d'étudier les instruments de musique, la danse et de jouer dans un orchestre[81].
- La médiathèque Édouard-Glissant et la ludo-médiathèque Jean-Jaurès mettent à disposition des habitants toutes sortes de ressources telles que des livres, journaux et magazines, des films, des documentaires, de la musique et jouets[82]. Ces établissements proposent aussi des animations culturelles[82].
- Le deux pièces cuisine est un établissement musical qui comprend 7 studios d'enregistrements, 1 salle de concert et 1 studio de danse[83].
- Le cinéma Louis Daquin propose des films grands publics et contient 3 salles avec une capacité totale de 450 places. Le cinéma peut également diffuser des films en 3D[84].
- La Maison d'Art Pluralium est un pavillon avec jardin de 300 m2 propose depuis 2016 aux visiteurs d'y découvrir un petit parc d'art : des installations artistiques immersives et interactives au sein d'un jardin décoré de sculptures. En plus de son parc d'art, la Maison d'Art héberge une boutique-galerie ainsi que des ateliers d'artistes et propose de nouvelles expositions plusieurs fois par an[85].

### Sports

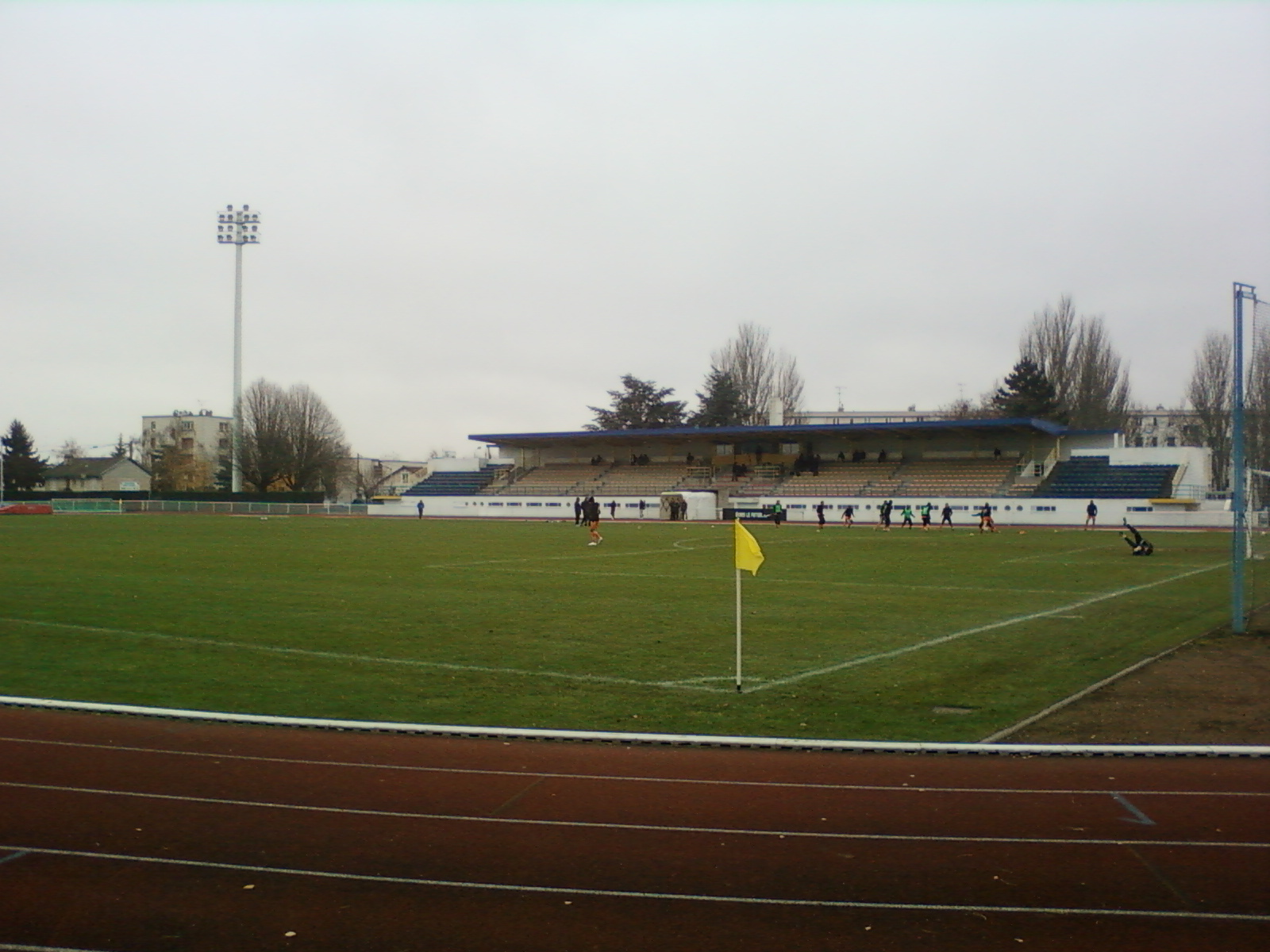
Le stade Jean-Bouin où évolue l'équipe du Blanc-Mesnil SF à domicile.

La ville est composée de plusieurs équipements sportifs dont:
- 1 boulodrome,
- 1 piscine,
- 2 stades,
- 2 complexes sportifs,
- 2 dojos,
- 3 gymnases,
- 11 « City » stades.

De plus, il existe plusieurs activités associatives dans la ville comme les sports collectifs ou les arts martiaux.
Le club de l'Étoile sportive du Blanc-Mesnil est un des plus titrés au niveau national[réf. nécessaire].

### Cultes

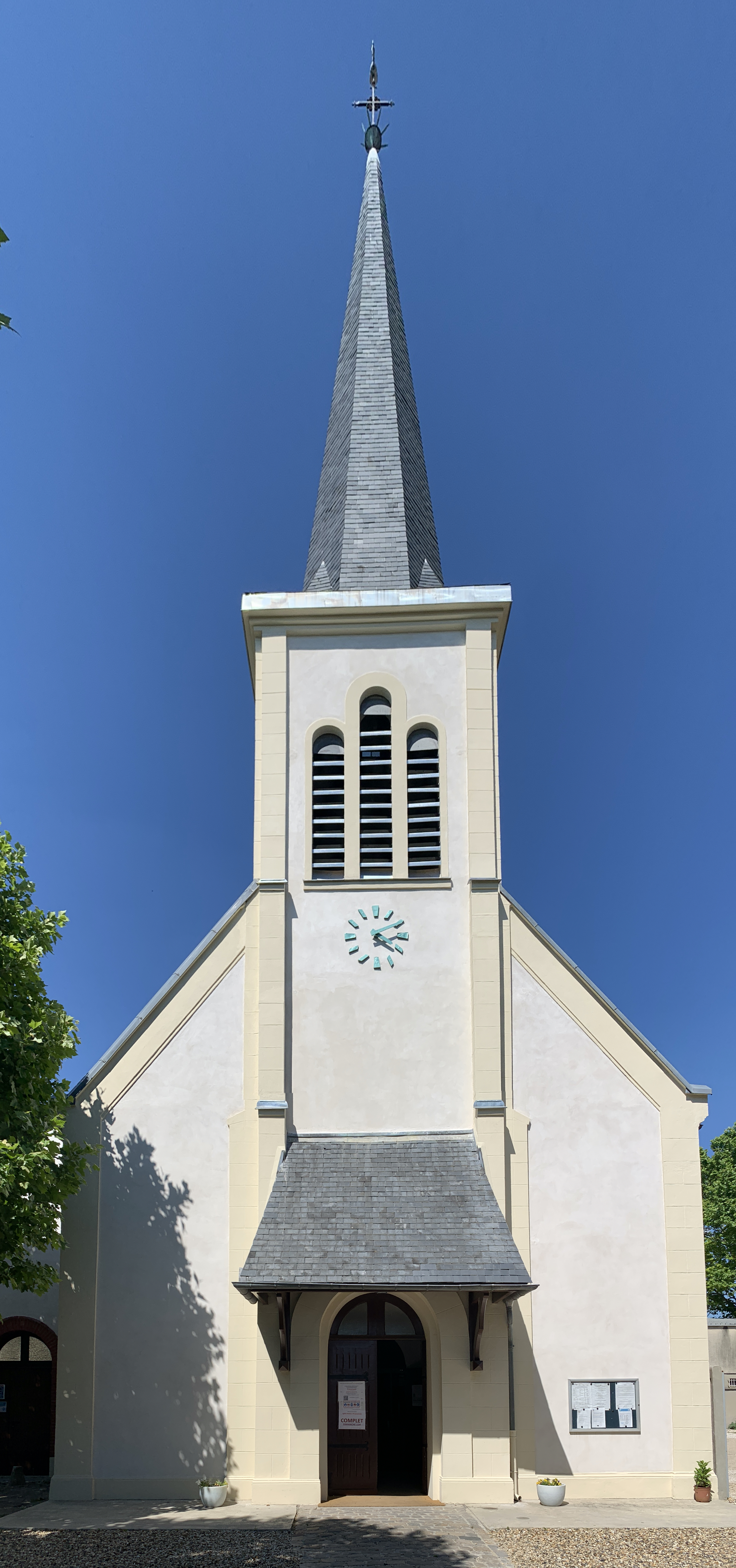
Église Notre-Dame-de-l'Annonciation.

Le Blanc-Mesnil se rattache au diocèse de Saint-Denis pour le culte catholique.
Elle dispose des lieux de cultes suivants :
- Église Notre-Dame-de-l'Annonciation
- Église Saint-Charles
- Église Sainte-Thérèse de Montillet
- Charisma Église Chrétienne[89]
- Église orthodoxe des Saints Archanges Michel et Gabriel
- Synagogue[90]
- Mosquée Tawhid[91]

## Économie
La ville est en plein essor et l'activité économique s'accroît. Elle comporte 5 zones d'activités économiques dont :
- Zone d'activités de la Molette, laissant place au commerce, à la logistique et au stockage.
- Zone d'activités du Coudray, accueillant les activités de bureau, logistique et stockage. On retrouve notamment dans cette zone la société Traction Levage qui est détenue par le groupe Axel Johnson International[93]
- Zone logistique du Pont Yblon, accueillant en majorité les activités de transports et de logistique.
- Zone logistique de Garonor, contenant des entreprises majeures telles qu'Amazon.
- Parc d'activité Segro Business Park, accueillant toutes sortes d'activités confondues.

## Culture locale et patrimoine

### Lieux et monuments
De son histoire rurale, le Blanc-Mesnil conserve aujourd'hui d'importantes traces architecturales. Au XXe siècle, des réalisations d'architectes, André Lurçat, Georges Candilis et les ateliers Jean Prouvé, ainsi que la présence de sculptures contemporaines, permettent de donner un cadre urbain entre tradition et modernité.
La ville possède par ailleurs un musée astronaute important en France: le Musée de l'Air et de l'Espace. Elle a également en son nom un aéroport privé international: l'Aéroport de Paris-Le Bourget.

#### Architecture ancienne
La ferme Notre-Dame est un ensemble de bâtiments du XVIIIe siècle édifiés en plâtre et moellons. Bâtie sur un plan carré, la ferme, une des quatre plus importantes du vieux pays, est caractéristique des fermes de la Plaine de France. La ferme comporte deux maisons d'habitation, une étable, une écurie, un pigeonnier et une grange métallique. Elle cesse ses activités agricoles en 1972 avant d'être reconvertie en centre de loisirs.
La ferme du Petit-Groslay est édifiée au XVIIIe siècle. Au cœur d'un domaine de dix hectares, spécialisé dans la production laitière, elle est devenue une maison de l'enfance. Le porche charretier ouvre sur une large cour fermée par des bâtiments d'exploitation.
L'ancienne poste, édifice en meulière, brique et céramique, construit sous la IIIe République.
L'église Notre-Dame-de-l'Annonciation est édifiée en 1912 et agrandie en 1959 sur le bas-côté ouest. En 1918, un obus de la grosse Bertha crève le plafond de la nef et fait sept tués et vingt-deux blessés parmi les fidèles. En 2018 est apposée une plaque commémorative sur le bâtiment, pour le centenaire de ce drame.
L'église du Sacré-Cœur est commencée en 1929 au château de Vaux-le-Pénil de la princesse de Faucigny-Lucinge, Marie Juliette May. Sur les plans de Paul Lambert et Henry Lheritier de Chezekk, l'Église du Sacré-Cœur est terminée en 1933 sous la direction de l’architecte Hector Caignard de Mailly. L'église est construite en béton et en brique, qui est en façade l’unique ornementation, en dehors du tympan sculpté représentant le Sacré Cœur de Jésus. Elle comprend un ensemble de onze verrières géométriques exécutées par le peintre verrier André Ripeau à Versailles. Elle a été construite grâce à la générosité de la Princesse de Faucigny-Lucinge et de monsieur Louis Artus.
L'église Saint-Charles est construite en 1931 et utilise la brique comme matériau d'ornementation. Elle est placée sous le vocable de Charles Borromée. Sur le tympan, sous le blason de mosaïque représentant les armoiries de Charles Gibier, évêque de Versailles, on peut lire : « À la mémoire bénie de Monseigneur Charles Gibier en témoignage d’admiration et de reconnaissance le clergé et les fidèles ont édifié cette église ».
Cité-jardin La Fontaine, ensemble de quatorze logements, distribués dans huit pavillons épars rue de La Fontaine, édifié pour l'OPHBM de Seine-et-Oise, élaboré en 1932 par Hector Caignard de Mailly. Le terrain a appartenu à Ernest de Royer.
Cité-jardin Jean-Bouin, ensemble de trente-six logements en pavillons individuels, groupés par deux et disposés autour d'une placette carrée, conçu par Hector Caignard de Mailly pour l'OPHBM en 1933.
École élémentaire Jules-Ferry est construite en 1933 sur des plans de l'architecte communal Albert Leduc.

#### Architecture contemporaine
La cité 212 est un ensemble collectif édifié par l'architecte Germain Dorel en 1935 dans le quartier de l'Aviation offrant 497 logements, dans des bâtiments en brique et béton brut inspirée de l'architecture du Karl Marx Hof construits à Vienne en 1927 par l'architecte autrichien Karl Ehn. Les bâtiments se font suite dans une perspective formée par des arches centrales qui marquent les médianes de la polychromie et de la répartition pyramidale des balcons. Les façades sont ornées de bas-reliefs moulés de style Art déco en béton et de figures en ronde-bosse. La cité 212, construite le long de la ligne de tramway qui menait à Paris-Opéra, constitue la première réalisation d'habitations à bon marché dans la ville. Depuis 1996, elle est inscrite à l'inventaire supplémentaire des Monuments Historiques.
La ZAC Pierre-Sémard (limitrophe de la gare du Blanc-Mesnil), abrite, depuis 1992, deux-cent vingt-cinq logements et six ateliers d'artiste à l'architecture avant-gardiste conçus par Iwona Buczkowska. L’usage du bois de mélèze comme matériau de construction essentiel, l’architecture pointue et labyrinthique (des « drakkars » selon le mot de François Maspero), largement inspirée par les formes du cubisme, la multiplicité des agencements des appartements s’opposent à la normalisation des logements collectifs des grands ensembles des années 1960. Il est le plus grand ensemble collectif en bois de France.
Cœur de Ville, quartier en centre-ville en construction, est en partie réalisé par l'artiste Jean-Luc Vilmouth.

#### Plaques commémoratives
Les murs de la commune comportent huit plaques commémoratives liées à la mémoire de la Résistance.

#### Sculptures et peintures
Le parcours à la paix de Françoise Catalàa célèbre le cinquantième anniversaire de la libération du Blanc-Mesnil. Le parcours initiatique commence au pied du château d'eau, par un mémorial, en matériaux composites de roches volcaniques et de mica, sur lequel est gravé l'extrait d'un poème de Pablo Neruda qui se finit par « Rien pas même la victoire n'effacera le goût terrible du sang… Rien, ni la mer, ni le pas, ni le sable et le temps, ni le géranium embrasé sur la sépulture. » Au-dessus, sept creux vides rappellent les « riens » de ce poème et correspondent aux sept vides des fenêtres du château d'eau. À côté, la colonne des anciens combattants, à hauteur d'homme accompagne cinq ifs noirs. Presque au centre de la place, s'élève une flèche monumentale de 12,50 mètres, fichée au sol et à la hampe brisée, symbole de fin de guerre. Sur son bronze patiné, sont incisés cent cinquante motifs, symbolisant la diversité d'origine de la population blanc-mesniloise. Le parcours passe ensuite devant trois ginkgo bilobas, seule espèce vivante à avoir survécu à l'explosion atomique d'Hiroshima. Le parcours se poursuit en traversant les portes de la paix, en béton blanc qui amorcent le départ ou l'entrée de la place. Sur la première, le mot paix est gravé en langues anciennes. Sur la deuxième, il est représenté en langues actuelles parlées par les Blanc-Mesnilois aux multiples nationalités. Sur la troisième, sont repris vingt-neuf mots « paix » imaginés par l'écrivain James Joyce, dans son œuvre inachevée Finnegans Wake. Les arbres du lycée Mozart invitent à suivre l'alignement des pruniers qui prolongent le parcours à la paix jusqu'à l'avenue de Gaulle. Pour l'inauguration, l'œuvre Myrha pour récitant, six percussions, groupes d'enfants avec des galets de marbre et bande magnétique deux pistes, sur des textes de Pablo Neruda, Louis Aragon, James Joyce et Martin Luther King a été joué sous la direction du compositeur Fernand Vandenbogaerde.
Les Enfants du monde de l'artiste plasticien Rachid Khimoune veillent depuis 1985 au pied des Quatre Tours en bordure du boulevard Jacques-Decour. Conçus comme des plaques d'égout moulées en élastomère (caoutchouc synthétique), ces personnages représentent des gamins des quatre coins du monde.
Inaugurée en juin 2000, la fontaine-sculpture dédiée à « l'appel du 18 Juin 1940 », discours prononcé à la radio de Londres par le général Charles de Gaulle, a été conçue par Véronica Tello à la demande de la ville du Blanc-mesnil. Elle est située aux abords de l'avenue du Général-de-Gaulle face au lycée. La sculpture reprend intégralement le texte de l'appel du 18 Juin tel que rédigé par Charles de Gaulle. Le graphiste-affichiste Alberto Bali a participé à l'illustration du projet. Les études, complexes, ainsi que la réalisation du projet ont été assurées par les métalliers-fondeurs de Coubertin dits "Les Ateliers Saint-Jacques" relayés par des entreprises de fontainerie et d'éclairage. Trois phrases gravées dans le socle de la fontaine rappellent des points clés de ce discours. Quant à l'eau et à la lumière de la fontaine, elles font référence à la traversée de la Manche, dans l'obscurité, par les résistants français (et autres) vers les ports des côtes anglaises.
La sculpture d'Andrée Honoré est une stèle en bronze de 3,15 mètres qui orne le jardin du souvenir du cimetière communal. La sculptrice décrit ainsi son œuvre : « Ses formes, tendues, vibrantes, c'est l'humanité tout entière. Ce sont des corps qui vivent, qui peuvent mourir mais seulement debout et qui restent plein d'espoir ».
La porte de l'Ouest de Louis Chavignier, sculpture réalisée en 1962.
La sculpture de David Mach représente deux sumos géants qui soulèvent un container aux couleurs roses. L'œuvre est exposée à l'extérieur de la plate-forme logistique au bord de l'A1.
En 2017, la ville a inauguré une stèle en hommage à Louis Delgrès, figure historique de la Guadeloupe, chef de la résistance qui a affronté les troupes napoléoniennes pour empêcher le rétablissement de l’esclavage.

### Espaces verts et jardins
Les espaces verts représentent 1/12e de la superficie de la ville.
Un concours est organisé chaque année afin de rendre la ville plus fleurie.

### Littérature

#### Avant leXVIIIesiècle
- Jean Lebeuf consacre un chapitre à Notre-Dame de Blancmesnil et aux seigneurs du Blancmesnil dans son essai Histoire du diocèse de Paris (1755).
- D'Alembert écrit plusieurs lettres du château à Gabriel Cramer et à Madame de Duffant, à laquelle il adresse : « Je suis parti mercredi matin pour Blancmesnil, où je suis à présent ».

#### AuXIXesiècle
- Dans les guerres napoléoniennes, le général Langeron évoque dans ses Mémoires son arrivée au Blanc-Mesnil : « Le 17/29 mars, je marchai par Mory et le Tremblay jusqu'à Blanc-Mesnil, où je m'arrêtai. Ma cavalerie campa en avant du Bourget, et mon infanterie entre le Bourget et le Blanc-Mesnil ».
- Au cours de la guerre franco-prussienne, le Blanc-Mesnil est le siège de violents combats au nord de la commune. Au nord, le général Vinoy évoque les « batteries d'un fort calibre et d'une grande portée » dans L'armistice et la commune (1872). Dans le sud, le général Ducrot évoque dans La défense de Paris (1870-1871) un « bataillon de francs-tireurs (qui) gagnera la route des Petits-Ponts en se prolongeant vers la gauche et se portera sur la ferme de Groslay » et « de fortes colonnes ennemies (qui) avaient été ainsi attirées sur le bord du ruisseau la Morée ». Dans Les braves gens (1901), Paul Margueritte et Victor Margueritte cite la « canonnade des batteries de Pont-Iblon[105] et du Blanc-Mesnil » et « l'attaque en trois colonnes des grenadiers, tirailleurs et uhlans de la Garde prussienne ». L'écrivain canadien, Octave Crémazie, exilé à Paris et témoin de son temps, relève dans son Journal une « escarmouche sans importance près de Groslay ». Des historiens français, Arthur Chuquet, Ernest Lavisse, Joseph d’Haussonville, Pierre Emmanuel Albert Baron Du Casse, des militaires, le général Boulanger, le général Helmuth Karl Bernhard von Moltke, Auguste Edouard Hirschauer, des hommes politiques, Jules Favre, Maurice Berteaux, et des écrivains, Léon Barracand, évoquent les combats au Blanc-Mesnil.
- Hector Malot cite dans son roman Pompon (1881) le paysage blanc-mesnilois : « Élevée au point culminant de la colline, elle dominait la forêt de Bondy, et des nombreuses fenêtres de sa façade plate, la vue s'étendait librement sur cette forêt et sur les plaines immenses de Blanc-Mesnil ».

#### AuXXesiècle
- Jules Ferrier, médecin militaire, évoque « De l'hospitalisation d'urgence en temps de guerre » (1903) la vie au village blanc-mesnilois au temps de la guerre franco-prussienne.
- Henri Germain, romancier, cite à larges traits la ferme du Blanc-Mesnil dans son roman Le Sorcier (1914).
- Hans Joachim Kitzing dans son « journal » Das Herz marschiert mit (1943)[106] évoque la ville de « banlieue » durant l'Occupation.
- Jean Amila cite dans « Nous sommes tous des assassins » (Gallimard, 1952) le nom de la commune : « Le Blanc-Mesnil, disait le père Arnaud avec ravissement. Rien que le nom a quelque chose de coquet, de printanier... Vous ne trouvez pas, M. Pouget ? ».
- Le journaliste Philippe Gavi témoigne dans un essai Les Ouvriers du tiercé à la Révolution de la vie des cheminots dans la commune.
- Jean-Claude Andro place un passage de l'action dans la ville dans les romans : La Maison profonde (Flammarion, 1976) et La Région des grands lacs (Flammarion, 1978).
- Jacques-Laurent Bost décrit la ville dans son Le dernier des métiers (Gallimard, 1977) : « Au bord de la route : un écriteau « Blanc-Mesnil ». Une église et trente maisons mortes. En traversant ce défilé le flot kaki de piétons et de cavaliers devient plus dense et se noue en remous convulsifs...»
- Jean Galtier-Boissière cite la ferme du Blanc-Mesnil dans La fleur au fusil (Mercure de France, 1980).
- François Maspéro évoque à grands traits dans le chapitre sur la Petite Couronne de Les Passagers du Roissy-Express (1990), son « stade Jean-Bouin », son « cinéma Daquin », sa « gare ».
- Voyage Noir, des lycéens écrivent (1996) est un recueil de nouvelles écrit, par des élèves du lycée Jean-Moulin avec Alain Bellet.
- Isabelle Rèbre a publié la pièce de théâtre Moi, quelqu'un (Actes Sud) représenté pour la première fois au Forum le 13 mars 1998.

#### AuXXIesiècle
- L'académicienne Assia Djebar consacre dans La Disparition de la langue française (Albin Michel, 2003) un passage à la vie dans un studio de la ville.
- Daniel Pennac relate dans un chapitre de son Chagrin d'école (Gallimard, 2007) la vie d'un professeur de français dans un collège de la ville.
- Alain Sevestre dans une nouvelle de son Chez moi (Gallimard, 2007) décrit le centre-ville.
- Robert Sabatier évoque ironiquement dans Les Trompettes guerrières (Albin Michel, 2007) l'« École des cadres rouges du Blanc-Mesnil ».
- Laura Alcoba place son roman Le Bleu des abeilles (Gallimard, 2013) dans la ville.

### Culture urbaine

#### Radio
Voltage FM a été créée en 1982 au Blanc-Mesnil par Jean-Marc Cohen.

### Personnalités liées à la commune

#### Noblesse du Blanc-Mesnil
- Denis le Maignan et Nicolas-François-Jean le Maignan, orfèvres à Paris au XVe siècle ;
- La famille Potier de Blancmesnil, parmi lesquels figurent d'illustres descendants qui furent proches de la famille royale, notamment Nicolas III, conseiller du Roi ;
- La famille Prévost de Sansac, originaire de l'Angoumois ;
- La famille Delley de la Garde, originaire du canton de Vaud en Suisse, vécut en son château ;
- Chrétien Guillaume de Lamoignon de Malesherbes, homme d'État, académicien et avocat de Louis XVI, y séjourna longuement et s'y réfugia sous la Révolution, afin de préparer la fuite du Roi ;
- La famille de Lavau ;
- La famille de Gourgues, originaire de Gascogne.

#### Militaire
- Le général Trochu ;
- Le général Moltke y fit une halte durant la guerre franco-prussienne.

#### Clergé et religion
- Dom Louis Isidore Lefebvre, curé avant la fin du XVIIIe siècle ;
- L'abbé de Genouillac a administré la paroisse au début du XXe siècle ;
- Le père Lhande, ainsi que le père Trudo, ont été curés à la paroisse du Blanc-Mesnil.

#### Sciences et techniques
- Le savant d'Alembert séjourna au château des Lamoignon en 1749, 1751, 1753 et probablement jusqu'en 1754, souvent pendant les vacances de l'Académie des sciences entre mi-septembre et mi-novembre ;
- Claude Louis Berthollet, chimiste français et gentilé aulnaysien, s'y rendit fréquemment.
- Fidèle Outerrick, inventeur du vélo-taxi en 1940, fit la Une de L'Illustration.

#### Politique
- La famille Renault, lignée de maires et propriétaires terriens ;
- Maria Valtat, femme politique française, cadre de la Résistance, conseillère municipale puis adjointe au maire ;
- Jacques Marinelli, homme politique et sportif français, est né au Blanc-Mesnil ;
- Isabelle Thomas, femme politique française ;
- Marie-George Buffet, députée de la circonscription du Blanc-Mesnil, y vit.
- Hervé Bramy est né au Blanc-Mesnil.
- Thierry Meignen, maire du Blanc-Mesnil et conseiller régional d'Ile-de-France, est né au Blanc-Mesnil et y a grandi.

#### Architecture
- Hector Caignard de Mailly, architecte français ;
- Maurice Koechlin, ingénieur franco-suisse, concepteur de la tour Eiffel, y a habité au début du XXe siècle ;
- André Lurçat, architecte et urbaniste français ;
- Georges Candilis, architecte et urbaniste grec.

#### Littérature et presse
- Élisabeth Vonarburg, écrivaine québécoise de science-fiction, y a vécu dans son enfance ;
- Marc Kravetz, grand reporter et journaliste français (prix Albert-Londres 1980), y a grandi ;
- Olivier Pont, dessinateur et scénariste de bandes dessinées, y est né ;
- Christophe Tardieux, connu sous son nom d'artiste Remedium, né en 1981, auteur de bandes dessinées et de livres pour enfants, y a vécu[107].

#### Danse et chorégraphie
- Sylvie Guillem, danseuse et chorégraphe française, y a vécu.

#### Musique
- Patrick Hernandez, chanteur de variétés, auteur du succès mondial Born to Be Alive, né au Blanc-Mesnil ;
- Casey, et Bunzen, rappeurs, le collectif Anfalsh, en partie, y vivent ou y ont vécu ;
- Sofiane, rappeur français d'origine algérienne est originaire de la ville ;
- Fabien Marsaud, dit Grand Corps Malade, slameur et poète auto-compositeur-interprète est né dans la ville.
- Michel Jonasz, chanteur français, y a vécu

#### Télévision et radio
- Alexandre Devoise, animateur de télévision et de radio né en 1972 au Blanc-Mesnil ;
- Charly Oleg, coprésentateur de l'émission Tournez manège, y vit ;
- Daniel Noury, ex-animateur puis directeur international de Voltage FM, y vit.

#### Sports
- Gary Lugassy, joueur de tennis français, et Tristan Valentin, coureur cycliste français, sont nés au Blanc-Mesnil ;
- Moussa Sissoko, joueur international de l'équipe de France, est né au Blanc-Mesnil ;
- Candice Lebreton, judokate née au Blanc Mesnil ;
- Jean-Félix Dorothée, Ludovic Sylvestre, Sébastien Michalowski, Jonathan Rivierez, Fabrice N'Sakala, Morgaro Gomis et Jérémy Abadie, joueurs de football, ainsi que l'entraîneur et ancien joueur de football, Denis Troch, sont nés au Blanc-Mesnil ;
- Le Blanc-Mesnil Sport Football a formé des footballeurs internationaux : Jonathan Biabiany (Inter Milan), Wesley Ngo Baheng (Aldershot Town), Abdou Doumbia (Pescara Calcio), Remy Clérima et Allan Bruel (Football Club Lorient-Bretagne Sud), Jonathan Rivierez, Michael Pereira (RCD Mallorca) ;
- Raphael Guerreiro, footballeur franco-portugais, champion d'Europe 2016 avec le Portugal ;
- Pierre-Édouard Bellemare, joueur professionnel de hockey sur glace en championnat nord-américain (NHL) ; cadre et assistant capitaine de l'équipe de France de hockey sur glace ;
- Jacques Madubost, champion de saut en hauteur ;
- Caroline Ammel, championne de France de saut à la perche.

#### Théâtre - Cinéma
- Stéphane Bak, acteur et humoriste français.

### Héraldique
| Armes du Blanc-Mesnil | Les armes du Blanc-Mesnil se blasonnent ainsi : D'azur à la croix engrêlée d'or cantonnée au premier d'un échiqueté d'argent et d'azur de quatre tires en référence , au deuxième et au troisième d'une main dextre apaumée d'or, au quatrième d'un drageoir du même. |

Le blason est inspiré de celui de la famille Potier de Blancmesnil qui règne sur les terres du Blancmesnil au XVe siècle. La croix et le drageoir sont repris des armoiries de la Corporation des Orfèvres de Paris.

## Pour approfondir

#### Monographies
- Le Blanc-Mesnil et son passé, Ernest Soitel, 1969.
- Histoire anecdotique de Blanc-Mesnil, Albert Galicier, 1973.
- Le Blanc-Mesnil des temps modernes : 1935-1985, 1986.
- Le Blanc-Mesnil, Pierre Bourgeade, Gilles Smadja, Jean-Pierre Vallorani, Françoise Vasseur, 1992.
- Le Blanc-Mesnil : citoyens de demain, Patrick Laigre et Jocelyne Héquet, 1993.
- Le Blanc-Mesnil, Christian Massart, Alan Sutton éditions, 2005.

#### Ouvrages généraux
- Charte de la reine Anne, donnée en 1060, pour la fondation et dotation du couvent de Saint-Vincent de Senlis ; avec un vidimus du roi Philippe I" son fils, Acte royal, 1060.
- Sommaire des principaux temples dédiés à la Mère de Dieu, et nommément de la chapelle érigée à sa gloire au bourg de Blancmesnil, au règne du roi Jean, en 1352, Paris, sans nom d'auteur, 1660.
- Devoir des maistres de la confrairie de Nostre-Dame de Blanc-Mesnil, 30 août 1668.
- Notre-Dame de l'Annonciation de Blanc-Mesnil, canton de Gonesse, Seine-et-Oise, abbé A-E Fossard, 1912.
- Les Cités jardins au point de vue social. La cité jardin du Petit-Groslay, près la nouvelle gare du Blanc-Mesnil, Amédée Gabillond et Louis Boutillon, 1912.
- Projet culturel en lycée professionnel : le projet du lycée Jean-Moulin du Blanc-Mesnil, Joseph Rossetto, Céline Baliki, Michèle Simon, 1999.
- Villes du Bourget, Blanc-Mesnil, La Courneuve, Aubervilliers, Pantin, Archives municipales du Bourget, Le Blanc-Mesnil, La Courneuve, Aubervilliers et Pantin, 2000.
- Moulins d'Aulnoye et d'alentour, sur Aulnay-sous-Bois, Bagnolet, Blanc-Mesnil, Jean-Claude Gaillard, Sides, 2001.
- Éléments d'architecture des années 1930 : Dugny, le Blanc-Mesnil, Le Bourget, Jean-Barthélémi Debost, 2004.
- Le Blanc-Mesnil-Debré-Berhan (en langues française, anglaise, amharique), Daniel Feurtet, Joël Le Corre, Colette Delsol, 2005[108].
- Architecture de bois : la cité Pierre-Sémard au Blanc-Mesnil, Lucie Couet, 2006.
- Les cités-jardins de la banlieue du nord-est parisien, Benoît Pouvreau, Marc Couronné, Marie-Françoise Laborde et Guillaume Gaudry, éditions du Moniteur, 2007.
- La résidence Germain Dorel au Blanc-Mesnil - un ensemble remarquable des années 30, Marie-Françoise Laborde, Laure-Estelle Moulin, édité par la Ville du Blanc-Mesnil, Efidis et le Caue 93, 2010.

#### Recherches universitaires
- L'Armature commerciale du Bourget et du Blanc-Mesnil, Jacques Cottin, thèse sous la direction de Pierre George, Paris, 1966.
- EMP, structure de soins, structure pédagogique : réflexions à partir d'une expérience à l'externat médico-pédagogique de Blanc-Mesnil, Françoise Bessis-Averoin, 1973.
- Électrification de Blanc-Mesnil (1880-1939), Martrou-Hachette (D.), mémoire sous la direction de P. Gerbod, 1984.
- Contribution à l'étude des enfants dans leurs modes de garde : étude comparative de trois groupes de cinquante enfants dans chaque mode de garde (crèches collective, familiale, assistantes maternelles) au Blanc-Mesnil, Michel Dautriche.
- Bilan de santé en école maternelle et rôle de la protection maternelle et infantile : une étude menée en 1997 dans le département de la Seine-Saint-Denis, à Blanc-Mesnil, Sandra Zerbib-Attia, thèse sous la direction de Claire Hurlimann.
- Quartier de santé, Jeunes en fête : l'expérience d'une journée de sensibilisation et de prévention au Blanc-Mesnil, Cécile Lagier, université Nancy 1, Faculté de médecine, École de santé publique, 2004.
- Les élus et les techniciens face à la participation des populations défavorisées dans les projets urbains : le cas de l'opération Maison pour tous du quartier sud du Blanc-Mesnil, Camille Gardess, thèse sous la direction de Férial Drosso et Jodelle Zetlaoui, université de Paris XII, Institut d'urbanisme de Paris, 2007.
- Les résidences d'artistes à travers l'exemple du Forum de Blanc-Mesnil, Stéphanie Feret, thèse sous la direction de Daniel Urrutiaguer, université de la Sorbonne-Nouvelle, 2008.

#### Catalogues d'exposition et livres d'art
- Olivier Céna, Philippe Charpentier : Blanc-Mesnil, 1988.
- Le Blanc-Mesnil : 2 000 regards, photographies de Luc Choquer, François Crignon, Erwan Guillard, préface de Michel Host, 1999.
- Escale, Édouard Sautai : exposition, Le Blanc-Mesnil, Forum, 27 juin - 28 novembre 2009, Élie During, Morten Salling, Guillaume Fontaine, 2009.

#### Articles de revue et de presse
- Les Études, Dans l'air et dans la boue, Henri du Passage, 20 mars 1931.
- L'Humanité, Front unique dans la lutte à Blanc-Mesnil, 21 octobre 1931.
- Le vieux château de Blanc-Mesnil au XVIIIe siècle, Letiausse, A, 1956.
- Le Blanc-Mesnil : Ses églises et ses cimetières, Alain Garcia, 1981.
- Les Inrockuptibles, Dialectique & éclectique sont dans une expo, 14 mars 2000.
- Projet (revue), Centre d'étude et de recherche en action sociale, CERAS, La ville et ses quartiers, Entretien avec Patrick Norynberg, décembre 2003[109].
- L'Humanité, Rue « Blou-Ménil », Virginie Fauvel, 13 avril 2005[110].
- Politis, Rencontre avec des habitants du Blanc-Mesnil, Marion Dumand et Marina da Silva, novembre 2005[111].
- L'Humanité, Au Blanc-Mesnil, la citoyenneté s'apprend, 16 décembre 2005[112].
- Les Inrockuptibles, Ma cité a craqué, Marc Kravetz, 23 novembre 2005.
- Le Moniteur, Le Blanc-Mesnil ZAC Cœur de Ville : un hectare de voirie rendu aux piétons, 9 décembre 2005.
- Le Monde diplomatique, Quelques-unes d’entre nous, Maud Pascal, janvier 2006[113].
- Le Monde, Plus de 65 % de « oui » au vote des étrangers au Blanc-Mesnil, 18 juin 2006[114].
- Le Parisien, Sciences Po s'investit au Blanc-Mesnil, 30 mai 2007[115].
- Politis, Ma vie sur scène, Gilles Costaz, mars 2007[116].
- Le Monde, Rouge, noir, jaune au Blanc-Mesnil, 7 février 2008[117].
- 20 minutes, Le Blanc-Mesnil mijote l'agrandissement de sa Cuisine, 25 avril 2008[118].
- Le Parisien, Le premier écôpole d'Île-de-France sort de terre, 18 décembre 2008[119].

#### Filmographie
- Le Café du Beau Site, voix-off et auteur : Jean-Claude Bergeret, ORTF, 1959.
- Jochen Gerz, Rufen bis zur Erschöpfung / To Cry until Exhaustion, installation vidéo en noir et blanc (19 minutes 30) sur le chantier de l'autoroute du Nord, tournage le 7 février 1972[120].
- Iwona Buczkowska, Architecte urbaniste (documentaire in L'Art de faire la ville), réalisation : Olivier Gueneau, Conseil général de Seine-Saint-Denis, 1997.
- Ados Amor (long-métrage de fiction), réalisation : François Stuck, Zarina Khan Productions, 1997[121].
- Garde à toi, Garde à vue, mode d'emploi, réalisation : Roland Moreau et la Commission droit du Conseil local des jeunes de Blanc Mesnil, La Cathode, 2000[122].
- Clic-clac (documentaire vidéo), sujet : destruction d’un immeuble de la cité Pierre-Montillet.
- La Cité 212 du Blanc-Mesnil (documentaire), réalisation : Patrice Ladoucette, produit par Transeuropfilms en coproduction avec FR3 Ile-de-France, 2004.
- Jardins du Blanc-Mesnil, réalisation : Dominique Philiponska, 2007.
- 93150 un autre football (documentaire), L'Équipe TV, 2009.